# کتابخانه عمومی بورلی هیلز
کتابخانه عمومی بورلی هیلز (به انگلیسی: Beverly Hills Public Library) یک کتابخانه عمومی در بورلی هیلز کالیفرنیا است.